# Antoine Didier Guéry
Pour les articles homonymes, voir Guéry (homonymie).
Antoine Didier Guéry, né le 17 janvier 1765 à Troyes (Aube), mort le 2 novembre 1825 à Saintry (Seine-et-Oise), est un militaire français de la Révolution et de l’Empire.

## États de service
Soldat au régiment du Roi-infanterie le 8 février 1780, il fait les campagnes de 1780 à 1783, sur les côtes de Bretagne, et il passe dans le régiment de Chartres dragons le 12 mai 1785. Il est nommé brigadier le 1er mai 1787, et maréchal des logis le 1er janvier 1791.
En 1792 et 1793, il est affecté successivement aux armées du Nord et de la Moselle. Il est blessé d’un coup de sabre à la main le 20 septembre 1792, à l’affaire de Dammartin, et le 17 novembre suivant, étant sur la Moselle, il s’empare d’un convoi de blé et de 25 prussiens qui forment l’escorte. Le même jour, il prend un dépôt d’avoine que l’ennemi a déployé à Traubach. Le 16 février 1793, il devient adjudant sous-lieutenant au 21e régiment de chasseurs à cheval, lieutenant le 1er juillet et capitaine le 14 août suivant. Le 28 septembre 1793, placé aux avant-postes, près de Saint-Marck, il a un cheval tué sous lui, et l’épaule droite luxée lors de la chute. Il reçoit son brevet de chef d’escadron le 18 novembre 1793, et il se trouve au siège d’Ypres en 1794, où il reçoit deux coups de feu à l’épaule gauche. 
Le 23 août 1797, il rejoint le 21e régiment de dragons, qu’il quitte le 21 décembre 1797, pour le 2e régiment de dragons, qui fait partie de l’armée d’Angleterre. De l’an VI à l’an IX, il participe aux campagnes des armées de Mayence, du Danube, et du Rhin. 
Il a un cheval tué sous lui au combat de Neuhausen (Souabe) le 24 mars 1799, et dans la soirée du lendemain, après avoir reçu quelques blessures, il charge un escadron de cuirassiers autrichiens, lui fait 12 prisonniers et lui prend 8 chevaux. Du 7 avril 1799 au 12 juin 1799, il commande les avant-postes qui s’étendent de Renchen à Lichtenau. Le 25 septembre 1799, il charge devant Zurich, quelques pulks de cosaques, et leur fait plusieurs prisonniers.
Du 22 mai au 31 mai 1800, il commande les avant-postes du général Baraguey-d’Hilliers sur la rive droite de l’Iller, et le 5 juillet 1800, il enfonce, en avant de Mannheim, un parti du 13e régiment de dragons autrichiens, et lui prend 8 cavaliers. Le 12 octobre 1800, il est affecté au 7e régiment de cavalerie, et le 29 octobre 1803, il est nommé major au 8e régiment de cuirassiers. Il est fait chevalier de la Légion d’honneur le 25 mars 1804.
Le 3 septembre 1808, il est promu colonel commandant le 3e régiment provisoire de cuirassiers, et le 19 juin 1811, il prend le commandement du 3e régiment provisoire de cavalerie. Il est admis à la retraite le 3 septembre 1811.
Il est maire de Saintry de 1811 à 1815, et il meurt dans cette ville le 2 novembre 1825.

## Sources
- A. Lievyns, Jean Maurice Verdot, Pierre Bégat, Fastes de la Légion-d'honneur, biographie de tous les décorés accompagnée de l'histoire législative et réglementaire de l'ordre, Tome 4, Bureau de l’administration, 1844, 640 p. (lire en ligne), p. 359.
- « Cote LH/1223/63 », base Léonore, ministère français de la Culture
- Joachim Marie baron Ambert, 2e régiment de dragons de Condé créé en 1635 : État des services du régiment, Perrin, 1851, p. 46.